# John Egan
John Egan (Cork, Condado de Cork, 20 de octubre de 1992) es un futbolista irlandés. Juega de defensa y su equipo es el Hull City A. F. C. de la EFL Championship de Inglaterra. Además es internacional absoluto con la selección de Irlanda desde 2017.

## Trayectoria

### Sunderland
Comenzó su carrera en el Sunderland, y fue enviado a préstamo al Crystal Palace en enero de 2012. Hizo su debut profesional en la tercera ronda de la FA Cup en la derrota por la mínima ante el Derby County. En marzo de 2012 fue enviado a préstamo al Sheffield United de la League One por un mes.
En julio de 2012, luego de jugar la pretemporada con el Sunderland, en noviembre de 2012 fue enviado a préstamo al Bradford City por tres meses. Su cesión fue corta, ya que dos semanas después de su debut sufrió una lesión que lo dejó fuera por casi un año. Aun así, renovó su contrato con el Sunderland en marzo de 2013.
Se unió como préstamo de emergencia al Southend United de la League Two el 27 de febrero de 2014. El defensor anotó su primer gol el 11 de marzo de 2014, en el empate por 2-2 contra el Scunthorpe United, una "espectacular volea de larga distancia". Su préstamo con los blues fue extendido el 28 de marzo de 2014 hasta el final de la temporada.

### Gillingham
El 3 de julio de 2014 fichó por dos años con el Gillingham. Disfrutó de una gran temporada de debut con el club, donde jugó 52 encuentros y anotó 5 goles, además ganó el premio del jugador del año y jugador del año, elegido por los jugadores, del club.

### Brentford
Luego de rechazar una oferta de renovación de contrato por parte del Gillingham, al término de la temporada 2015-16 fichó por el Brentford de la EFL Championship.
Luego de la salida del capitán del equipo, Harlee Dean, en agosto de 2017, Egan fue nombrado como nuevo capitán de las abejas. Registró 15 vallas invictas al final de la temporada 2017-18, año que el club quedó en la novena posición de la tabla.

### Sheffield United
Egan regresó al Sheffield United el 19 de julio de 2018, firmando un contrato por cuatro años. Esta segunda etapa duró seis temporadas en las que jugó más de 200 partidos y consiguieron dos ascensos a la Premier League.
El 10 de septiembre de 2024 fichó por el Burnley F. C. hasta final de campaña. Sin embargo, el siguiente mes de febrero se fue al Hull City A. F. C. y firmó por dieciocho meses.

## Selección nacional
Debutó con la selección de Irlanda el 28 de marzo de 2017 ante Islandia en el estadio Aviva.

## Estadísticas
Actualizado al último partido disputado el 3 de mayo de 2025.
| Club                              | Div.          | Temporada     | Liga  | Liga  | Copas nacionales | Copas nacionales | Total | Total |
| Club                              | Div.          | Temporada     | Part. | Goles | Part.            | Goles            | Part. | Goles |
| --------------------------------- | ------------- | ------------- | ----- | ----- | ---------------- | ---------------- | ----- | ----- |
| Sunderland A. F. C. Inglaterra    | 1.ª           | 2011-12       | 0     | 0     | 0                | 0                | 0     | 0     |
| Sunderland A. F. C. Inglaterra    | Total club    | Total club    | 0     | 0     | 0                | 0                | 0     | 0     |
| Crystal Palace F. C. Inglaterra   | 2.ª           | 2011-12       | 1     | 0     | 1                | 0                | 2     | 0     |
| Crystal Palace F. C. Inglaterra   | Total club    | Total club    | 1     | 0     | 1                | 0                | 2     | 0     |
| Sheffield United F. C. Inglaterra | 3.ª           | 2011-12       | 1     | 0     | —                | —                | 1     | 0     |
| Bradford City A. F. C. Inglaterra | 4.ª           | 2012-13       | 4     | 0     | 0                | 0                | 4     | 0     |
| Bradford City A. F. C. Inglaterra | Total club    | Total club    | 4     | 0     | 0                | 0                | 4     | 0     |
| Southend United F. C. Inglaterra  | 4.ª           | 2013-14       | 15    | 1     | —                | —                | 15    | 1     |
| Southend United F. C. Inglaterra  | Total club    | Total club    | 15    | 1     | 0                | 0                | 15    | 1     |
| Gillingham F. C. Inglaterra       | 3.ª           | 2014-15       | 45    | 4     | 7                | 1                | 52    | 5     |
| Gillingham F. C. Inglaterra       | 3.ª           | 2015-16       | 36    | 6     | 4                | 0                | 40    | 6     |
| Gillingham F. C. Inglaterra       | Total club    | Total club    | 81    | 10    | 11               | 1                | 92    | 11    |
| Brentford F. C. Inglaterra        | 2.ª           | 2016-17       | 34    | 4     | 3                | 0                | 37    | 4     |
| Brentford F. C. Inglaterra        | 2.ª           | 2017-18       | 33    | 2     | 1                | 1                | 34    | 3     |
| Brentford F. C. Inglaterra        | Total club    | Total club    | 67    | 6     | 4                | 1                | 71    | 7     |
| Sheffield United F. C. Inglaterra | 2.ª           | 2018-19       | 44    | 1     | 1                | 0                | 45    | 1     |
| Sheffield United F. C. Inglaterra | 1.ª           | 2019-20       | 36    | 2     | 2                | 0                | 38    | 2     |
| Sheffield United F. C. Inglaterra | 1.ª           | 2020-21       | 31    | 0     | 3                | 0                | 34    | 0     |
| Sheffield United F. C. Inglaterra | 2.ª           | 2021-22       | 48    | 2     | 0                | 0                | 48    | 2     |
| Sheffield United F. C. Inglaterra | 2.ª           | 2022-23       | 45    | 2     | 6                | 1                | 51    | 3     |
| Sheffield United F. C. Inglaterra | 1.ª           | 2023-24       | 6     | 0     | 1                | 0                | 7     | 0     |
| Sheffield United F. C. Inglaterra | Total club    | Total club    | 211   | 7     | 13               | 1                | 224   | 8     |
| Burnley F. C. Inglaterra          | 2.ª           | 2024-25       | 7     | 0     | 1                | 0                | 8     | 0     |
| Burnley F. C. Inglaterra          | Total club    | Total club    | 7     | 0     | 1                | 0                | 8     | 0     |
| Hull City A. F. C. Inglaterra     | 2.ª           | 2024-25       | 11    | 0     | ―                | ―                | 11    | 0     |
| Hull City A. F. C. Inglaterra     | Total club    | Total club    | 11    | 0     | 0                | 0                | 11    | 0     |
| Total carrera                     | Total carrera | Total carrera | 397   | 24    | 30               | 3                | 427   | 27    |
| 1. 2.                             |               |               |       |       |                  |                  |       |       |